# Karang Mulyo
Karang Mulyo is een bestuurslaag in het regentschap Pacitan van de provincie Oost-Java, Indonesië. Karang Mulyo telt 3286 inwoners (volkstelling 2010).